# Palas Aji
Palas Aji is een bestuurslaag in het regentschap Lampung Selatan van de provincie Lampung, Indonesië. Palas Aji telt 1065 inwoners (volkstelling 2010).